# Stazione di Ospizio Bernina
La stazione di Ospizio Bernina è una stazione ferroviaria della linea del Bernina, gestita dalla Ferrovia Retica.
È posta nella località di Ospizio Bernina, nei pressi del Lago Bianco, che defluisce nella valle del Po, e del Lago Nero, che defluisce nella valle del Danubio. È il punto più alto del percorso, m 2253 slm. Era il punto dove i somieri che trasportavano merci tra l'Engadina e la Valtellina effettuavano una sosta e sorse un ospizio per permettere di passare la notte.

## Storia
La stazione entrò in funzione il 1º luglio 1909 insieme alla tratta Bernina Bassa-Ospizio Bernina della linea del Bernina della Ferrovia Retica.